# Seis peniques (álbum)
Seis peniques es el álbum de estudio debut de la artista angloespañola Sofía Ellar. Fue lanzado el 24 de febrero de 2017, llegando su sencillo homónimo a ocupar el segundo puesto de popularidad en Spotify España. Su presentación oficial fue el día 3 de marzo de 2017.

## Lista de canciones
| N.º | Título                           | Duración |  |
| 1.  | «El rayo verde»                  | 4:03     |  |
| 2.  | «Segundas partes entre suicidas» | 3:51     |  |
| 3.  | «Amor de anticuario»             | 3:56     |  |
| 4.  | «G&T's»                          | 2:43     |  |
| 5.  | «Fire of Fame»                   | 4:29     |  |
| 6.  | «Seis peniques»                  | 3:11     |  |
| 7.  | «Hace dos perdices»              | 3:01     |  |
| 8.  | «The Mad Man»                    | 3:35     |  |
| 9.  | «Rock'n'rolles de chiquillos»    | 3:33     |  |
| 10. | «Spirit Love»                    | 5:02     |  |
| 11. | «Así no»                         | 3:48     |  |
| 12. | «Mundos»                         | 4:16     |  |